# 晓溪塔站
晓溪塔站，又名小溪塔站，位于宜昌市夷陵区小溪塔街道。车站建于1976年，原为鸦官铁路的车站，1988年至官庄的铁路拆除后变为鸦宜铁路的终点站，1998年进行升级改造。现办理货运业务。2016年宜昌市曾提议将宜昌至小溪塔区间作为城市铁路，但是并未允许，所以到2023年此区间已经放弃了10年之久,也就是此站已经废弃，虽然准备改造但是并未开始。

## 业务办理
办理货运业务。

## 备注
1. ↑  《百县市经济社会调查：宜昌县卷》：「1988年，撤除宜昌县小溪塔—官庄铁路10.3公里，所以宜昌县境内鸦官铁路22.6公里，该路有：鸦鹊岭、红土、新场、花艳、宜昌、小溪塔等火车站，宜昌站为客列站，花艳和小溪塔站为货列站；新场、红土、鸦鹊岭等站系路过小站。」[2]